# Neotamias rufus
Tamias rufus
Espèce
Statut de conservation UICN

 LC  : Préoccupation mineure
Neotamias rufus est un petit rongeur de la famille des sciuridés qui se rencontre aux États-Unis dans les États du Colorado, de l'Utah et du Nouveau-Mexique.
En anglais, il reçoit le nom de « Hopi chipmunk ».